# 92-й винищувальний авіаційний полк (СРСР)
92-й Червонопрапорний винищувальний авіаційний полк (92 ВАП, в/ч 35561) — авіаз'єднання Військово-повітряних сил СРСР.
Частина мала позивний «Призовий».
У січні 1992 року, після розпаду СРСР, полк увійшов до складу Збройних сил України. Згодом, після кількох переформувань, отримав назву 40-ва бригада тактичної авіації.

## Історія з'єднання
92-й винищувальний авіаційний полк був сформований в період з 5 квітня по 16 травня 1940 року в Київському особливому військовому окрузі (м. Умань) на основі однієї ескадрильї 7 вап в складі 4 ескадрилей. У червні був отриманий наказ про присвоєння полку назви 92 винищувальний авіаційний полк (92 вап) і 16 червня 1940 року стало днем його народження. Ввійшов до складу 38-ї винищувальної авіабригади ВПС КОВО. На той час в полку було 284 чоловіка, із них: льотчиків — 74, техніків — 105, механіків — 96, керівного складу −10.
Першим командиром полку був призначений майор Хотелев Йосип Сидорович, бойовий льотчик, учасник Громадянської війни в Іспанії на стороні республіканських сил. За мужність і героїзм, виявлені в Іспанії, Й. С. Хотелев був нагороджений орденом Червоного Прапора.
З 28 червня по 9 липня 1940 року особовий склад полку в складі 38 вабр ВПС 5-ї армії Південного фронту з аеродрому Маркулешти бере участь у визволенні Бессарабії та північної частини Буковини на літаках І-153.
19 липня 1940 року 38 вабр була переформована в 14-ту змішану авіадивізію ВПС КОВО.
1 червня 1941 року полк був переданий в 16-ту змішану авіадивізію ВПС КОВО.

### Початок радянсько-німецької війни
Втрати 92-го ВАП на аеродромі 22 червня 1941 року склали — 12 І-153 знищені, 20 І-153 пошкоджені.
В складі 16 зад ВПС КОВО (з початком війни перетвореної в ВПС Південно-Західного фронту) полк вступив у боротьбу проти фашистської Німеччини і її союзників на літаках І-153 та І-16 з аеродрому Броди. На той час в полку вже було 54 літаки І-153 «Чайка» та 3 літаки І-16.
15 вересня 1941 року полк потрапив в оточення в районі Києва. До 29 вевесня 1941 року льотний склад перелетів з київського «котла» до Харкова, а технічний склад прорвся з боями з оточення в напрямку Харкова.
З 1 жовтня по 12 жовтня 1941 року в 11 запасному авіаполку Північно-Кавказького ВО (м. Ростов-на-Дону) переформований по штату 015/174. А з 15 жовтня по 24 грудня 1941 року в 25 звап Закавказького ВО (м. Аджигабул АзРСР) приступив до перенавчання на винищувачі ЛаГГ-3. А завершив перенавчання на ЛаГГ-3 в період з 28 грудня 1941 року по 24 лютого 1942 року вже в 2 звап Московського ВО (ст. Сейма Горьковської області).
26 лютого 1942 року надійшов у роспорядження командира 3-ї авіабригади РСВГК.
8 березня 1942 року приступив до виконання бойової роботи на Волховському фронті в складі авіагрупи генерал-лейтенанта Новікова на літаках ЛаГГ-3.
30 березня 1942 року ввійшов до складу 1-ї ударної авіагрупи РСВКГ, що діяла в підпорядкуванні штабу ВПС Волховського фронту.
З 15 квітня по 18 травня 1942 року був доукомплектований в резерві ВПС Волховського фронту (ст. Яхново Ленінградської обл.).
А 18 травня відновив бойову роботу в складі УАГ-1 ВПС Волховського фронту.
31 липня 1942 року ввійшов до складу 278 винищувальної авіадивізії 14 Повітряної армії Волховського фронту.
16 жовтня 1942 року виведений з фронту на доукомлектування і перенавчання.
З 28 жовтня 1942 року по 29 квітня 1943 року знову перенавчається в 2 звап МВО на ст. Сейма вже на літаки Ла-5 і переформовується по штату 015/284 (за рахунок льотного складу 718 вап), що прибув 25 лютого 1943 року).
30 квітня 1943 року ввійшов до складу 279 винищувальної авіадивізії 6 винищувального авіакорпусу Резерва Ставки ВГК.
8 травня 1943 року приступив до бойової роботи в складі 279 вад 6 ВАК 16 Повітряної Армії Центрального фронту на літаках Ла-5. 20 жовтня 1943 року Центральний фронт був перейменований у Білоруський фронт.
5 грудня 1943 року полк здав матеріальну частину в 286 вад і в складі 279 вад вибув в РСВГК (м. Орел) на доукомплектацію.
З 12 грудня 1943 року по 14 травня 1944 року перебував в складі 279 вад і знаходився в РСВГК в Орловському ВО, бойової роботи не вів. Переформований по штату 015/364.
З 15 травня по 12 серпня 1944 року разом з 279 вад перебував в складі 16 ПА 1 Білоруського фронту. В бойових діях участі не брав, до 5 серпня 1944 року залишався Орлі, перебуваючи в резерві 16 ПА.
Отримав літаки Ла-5 у 192 вап, що вибував на переозброєння.
За зразкове виконання бойових завдань командування та проявлені мужність і відвагу у боях з німецько-фашистськими загарбниками при оволодінні містом Будапештом, Указом Президії Верховної Ради СРСР від 5 квітня 1945 року 92-й винищувальний авіаційний полк був нагороджений орденом Червоного Прапора.
28 квітня 1945 року 92-му вап був вручений орден Червоного Прапора.
За роки війни полк зробив 11285 бойових вильотів. Льотчики полку в повітряних боях знищили 286 літаків ворога.
У період війни 11 льотчиків полку були удостоєні почесного звання Героя Радянського Союзу, особовому складу було вручено більш 1000 орденів та медалей. Серед Героїв Радянського Союзу представники п'яти національностей, серед нагороджених орденами і медалями — більш 20-ти.

### Післявоєнний період
Щорічне свято — 16 червня в ознаменування дня формування частини встановлено Наказом Воєнного Міністра СРСР № 00108 від 8 червня 1950 року.
21 березня 1969 року зазнав катастрофи МіГ-21С 92-го вап.
У 1987 р. 92-й вап отримав літаки МіГ-29 «9-12». Першу партію в червні отримано з 145-го вап, далі надійшли літаки з 234-го вап (Кубінка). Бортові номери в 145-му вап були синього кольору, їх в 92-му вап замінили на більш яскраві білі.
В 1991 р. літаки 92-го полку отримали емблему — фігуру леопарда («9-12» б/н 01, 03, 09, 11, 14, 15, 22, 23, 26).
Станом на 1991 рік на озброєнні полку перебували 39 літаків МіГ-29 та 5 навчально-бойових МіГ-23УБ.
У січні 1992 року, після розпаду СРСР, полк увійшов до складу Збройних сил України. Згодом, після кількох переформувань, отримав назву 40-ва бригада тактичної авіації.

## Аеродроми базування
- Броди
- Луцьк, Волинська область 50°47′19″ пн. ш. 25°20′59″ сх. д. / 50.78861° пн. ш. 25.34972° сх. д.
- Тарнополь
- Веркіївка
- Чернігів
- Остер
- Дернівка
- Яготин
- Андріївка
- М. Давида
- Рінгельсдорф, Австрія, травень 1945 — 28 серпня 1945 48°34′00″ пн. ш. 16°52′24″ сх. д. / 48.56667° пн. ш. 16.87333° сх. д.[3]
- Луцьк, Волинська область, вересень 1945 — 15 жовтня 1948 50°47′19″ пн. ш. 25°20′59″ сх. д. / 50.78861° пн. ш. 25.34972° сх. д.[3]
- Івано-Франківськ, Івано-Франківська область, жовтень 1948 — вересень 1950 48°53′09″ пн. ш. 24°41′32″ сх. д. / 48.88583° пн. ш. 24.69222° сх. д.[3]
- Стрий, Львівська область, вересень 1950 — жовтень 1951[3]
- Мукачево, Закарпатська область, жовтень 1951 — 1991 48°23′54″ пн. ш. 22°41′24″ сх. д. / 48.39833° пн. ш. 22.69000° сх. д.[3]

## Командири
- Хотелев Йосип Сидорович (травень 1940 року — серпень 1941 року)
- майор Ячменев Семен Степанович
- підполковник Саломатін Борис Миколайович
- Балабан Андрій Устинович (28 грудня 1944 року)
- полковник Сериков
- полковник Яворський Віктор
- полковник Подзолков Сергій Миронович